# 祁清
祁清（1510年5月16日—1571年1月13日），字子揚，號蒙泉，浙江紹興府山陰縣人，明朝政治人物。

## 生平
嘉靖十九年（1540年）庚子科浙江鄉試第三十五名舉人，二十六年（1547年）中式丁未科會試第一百七十五名，登第三甲第一百一十一名進士。初任四川保寧府推官，選授南京禮科給事中，出為福建福州府知府，丁父憂歸。嘉靖四十一年（1562年）補廣東韶州府知府，擢升貴州兵備副使，嘉靖四十四年（1565年）十月圍剿貴州龍里衛叛賊阿利等，隆慶初歷升湖廣辰沅道參政、山東按察使，四年（1570年）十月升陝西右布政使，十二月以病卒於官。

## 家族
曾祖祁福，號直庵，重慶府教授、贈池州府知府；祖父祁司員，號梅川，進士、池州府知府；父祁錦，號闇齋，贈中憲大夫、貴州按察司副使；母沈氏。從弟祁澄、祁洪、祁瀛。弟祁泮、祁渾。
子祁汝東，两淮都转运使；祁汝楙，监生；祁汝森；祁汝杰。
孫祁承㸁，甲辰進士；祁承煃，辛卯舉人；曾孫祁彪佳。